# Sociedad General de Mecánica y Comerciantes de la Ciudad de Nueva York
La Sociedad General de Mecánica y Comerciantes de la Ciudad de Nueva York (en inglés: General Society of Mechanics and Tradesmen of the City of New York) ubicada en Nueva York, Nueva York. La sociedad fue fundada el 17 de noviembre de 1785 por 22 hombres que se congregaron en una pub público en Pine Street en el Bajo Manhattan. La asociación fue creada para proveer servicios culturales, educacionales de familias con habilidades artesanales. El edificio de la Sociedad General de Mecánica y Comerciantes de la Ciudad de Nueva York se encuentra inscrita  en el Registro Nacional de Lugares Históricos desde el 12 de noviembre de 2008. 

## Ubicación
La Sociedad General de Mecánica y Comerciantes de la Ciudad de Nueva York se encuentra dentro del condado de Nueva York en las coordenadas 40°45′19″N 73°58′53″O / 40.755328, -73.981317.